# Парк Мажорель
Парк Мажорель (фр. Jardin Majorelle, араб. حديقة ماجوريل‎) — ботанический сад в городе Марракеш, (Марокко), на территории которого расположены также ряд музеев.

## История
Парк Мажорель был создан в 1923 году поселившимся в Марракеше с 1919 года французским художником-ориенталистом Жаком Мажорелем. Здание виллы-ателье Мажореля, построенное на территории парка, как и другие здания здесь, окрашены ярко-синими красками (смальта, синий кобальт), которые художник очень часто использовал и которые носят его имя, «синий Мажореля».
Ботанический сад Мажореля открылся для посетителей в 1947 году. В нём присутствует флора со всех пяти континентов, разбита бамбуковая роща, растёт большое количество кактусов и бугенвиллеи. В парке и при расположенном на его территории бассейне заняты ежедневно порядка 20 садовников и рабочих. В 1999 году здесь произрастало более трёх сотен различных растительных видов, преимущественно кактусовых. В 2000 году в парке была проведена новая, усовершенствованная оросительная система, позволяющая теперь наилучшим образом снабжать флору влагой в отмеренные для этого промежутки времени.
В 1980 году парк был приобретён французским модельером Ивом Сен-Лораном и его партнёром Пьером Берже. В 1997 году последний основал специальный фонд, «The Majorelle Trust», задачей которого стало содержание парка. В течение ряда лет была восстановлена культурная среда этого в значительной степени одичавшего сада. В парке Ив Сен-Лоран искал вдохновение при разработке своих новых моделей. После 2002 года, когда Сен-Лоран оставил активную творческую деятельность, он часто жил в парковой вилле, вдали от цивилизации. В 2008 году, после смерти Сен-Лорана, его прах был рассеян здесь, в саду роз, в присутствии работников парка.
В здании бывшей виллы Мажорель расположены Музей исламского искусства, где хранятся северо-африканские ткани из личного собрания Ива Сен-Лорана, местная арабская керамика и украшения, а также полотна Жака Мажореля. Кроме этого, здесь был создан Музей берберской культуры. Ежегодно парк Мажорель посещают до 650 тысяч туристов (на 2008 год).

## Фильмография
- Сады Марракеша (Die Gärten von Marrakesch). Документальный фильм, Германия, 2008, 43 мин., сценарий и режиссура: Veronika Hofer, производство: Straub & Pirner, Radio Bremen, Arte, впервые показано: 27 января 2009 на телеканале Arte[1].

## Галерея

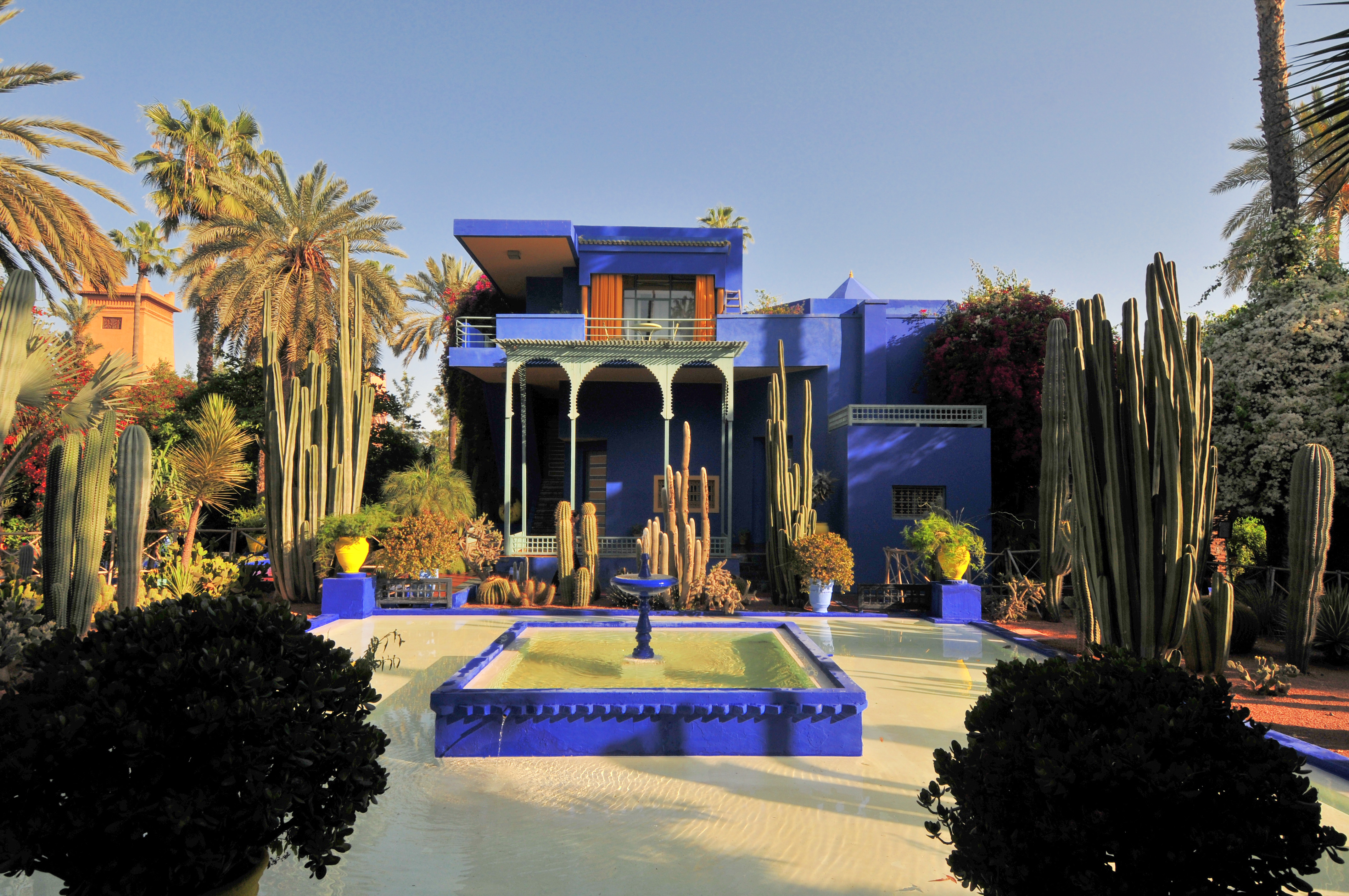
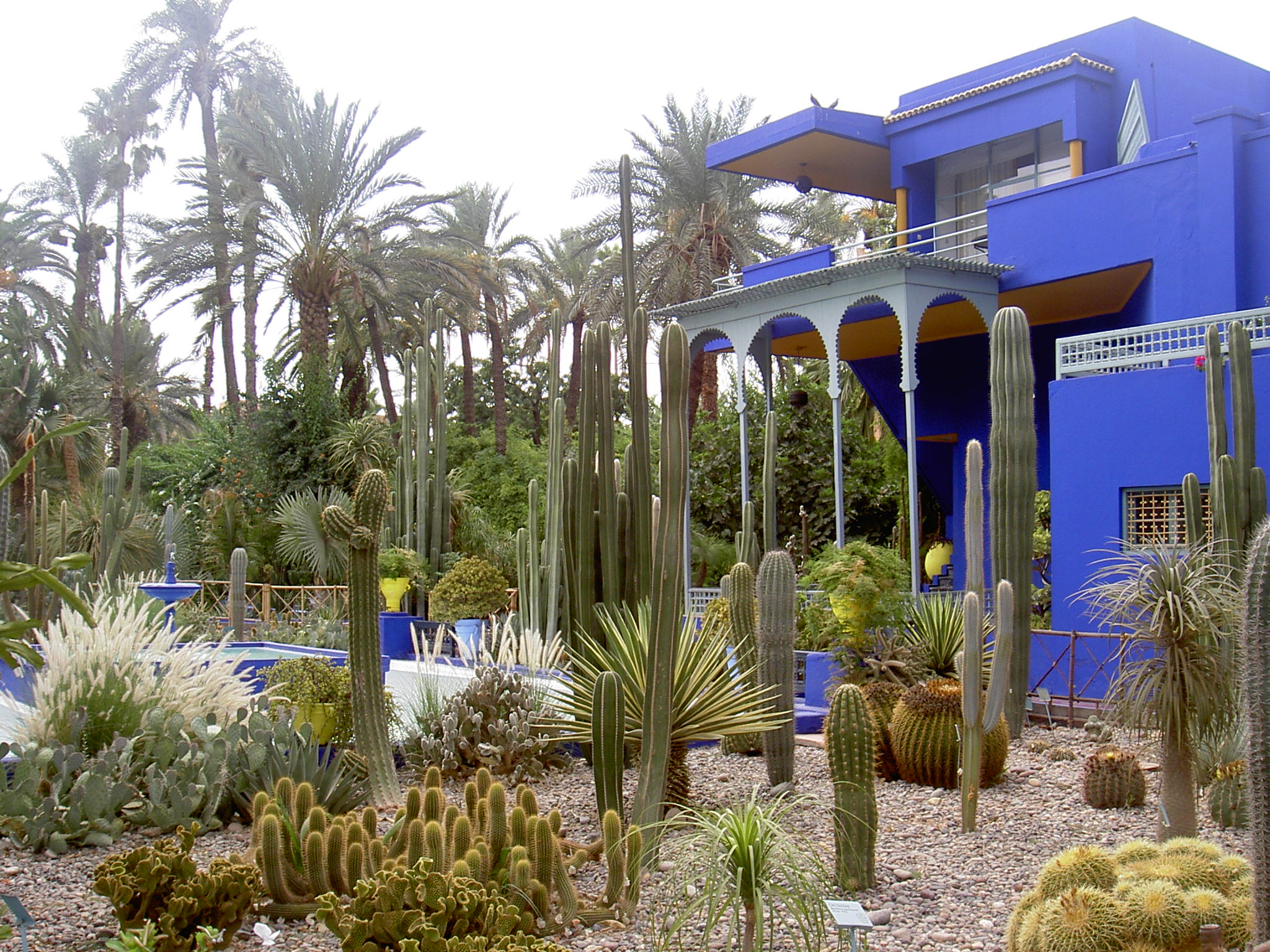
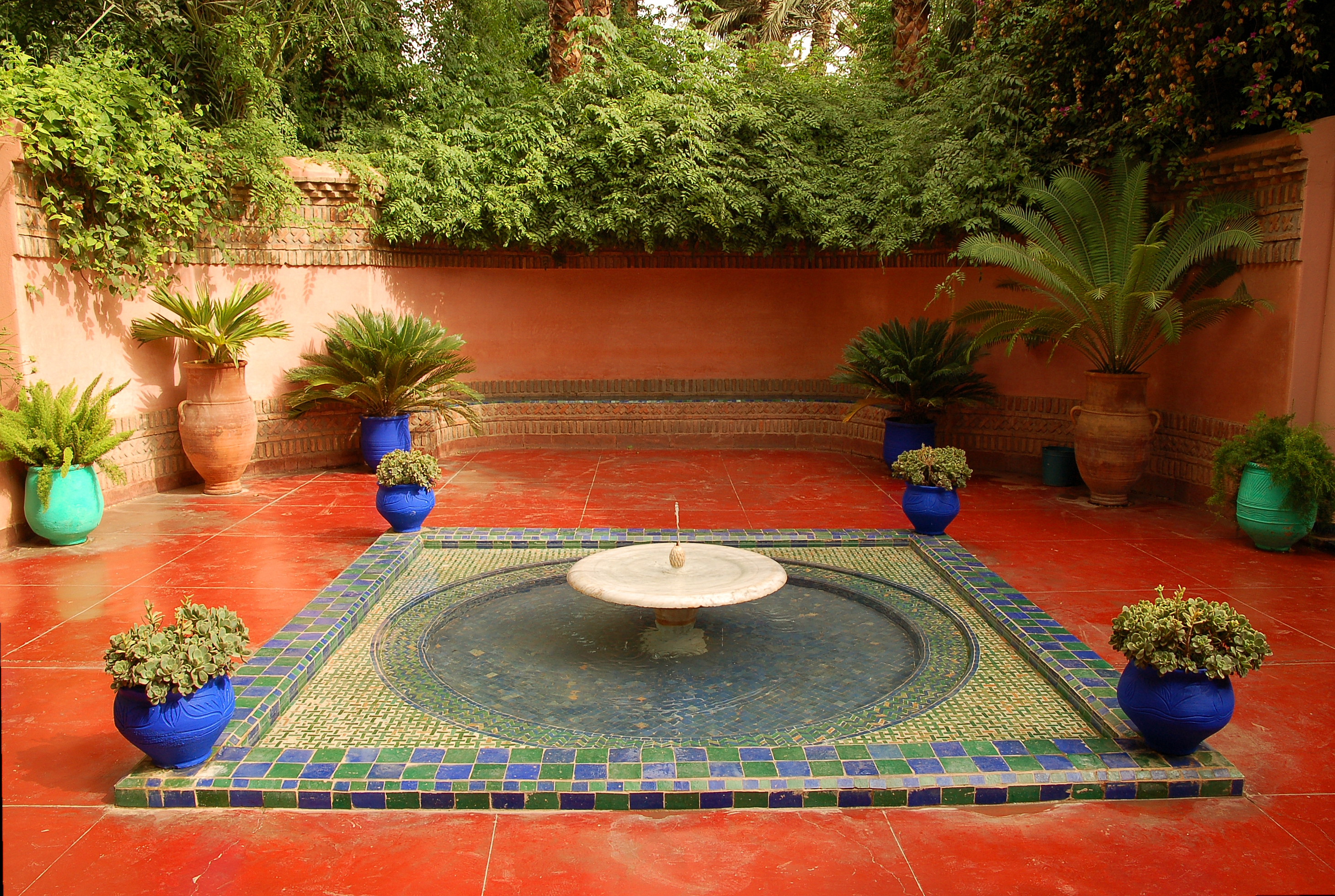
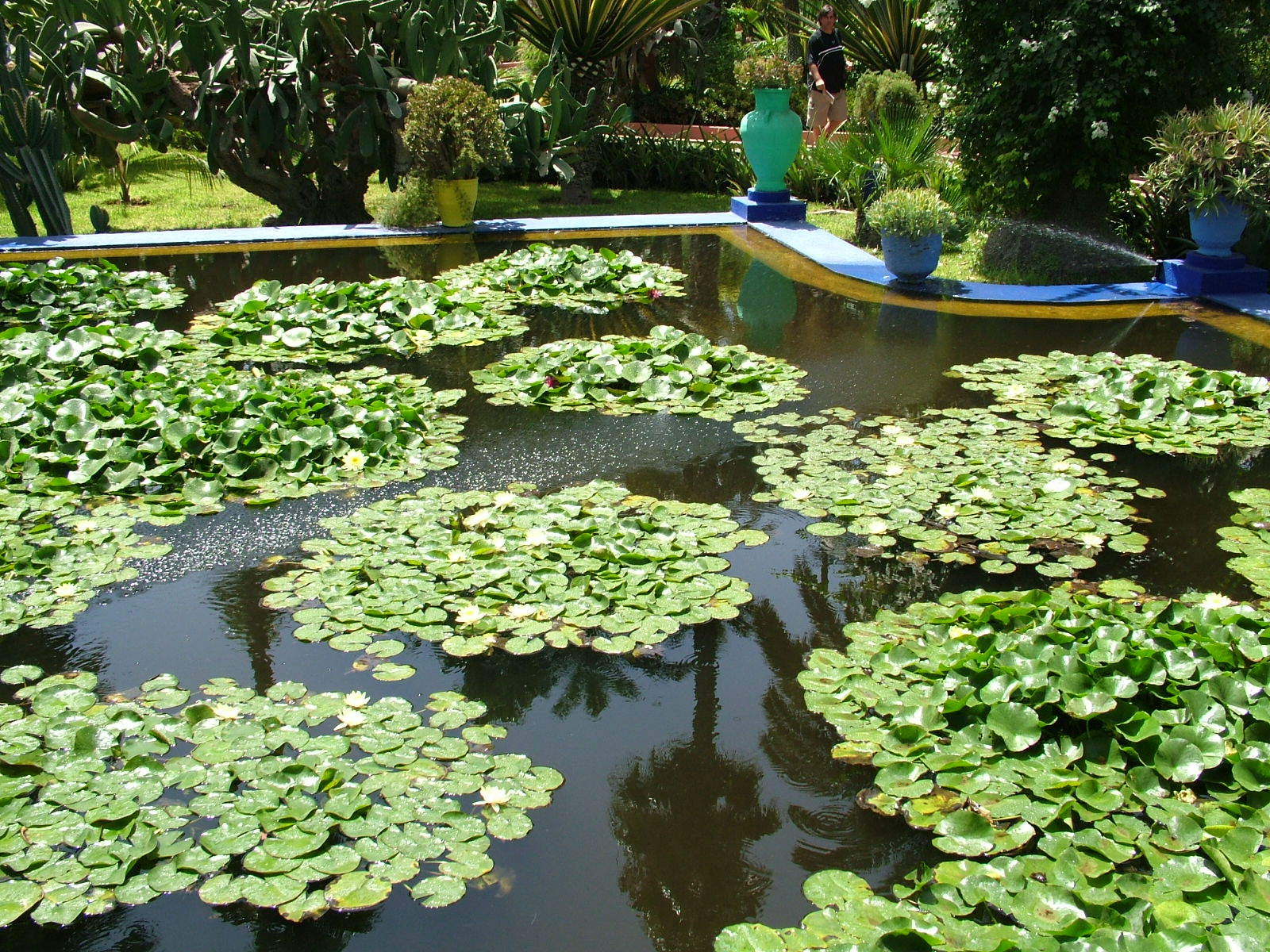
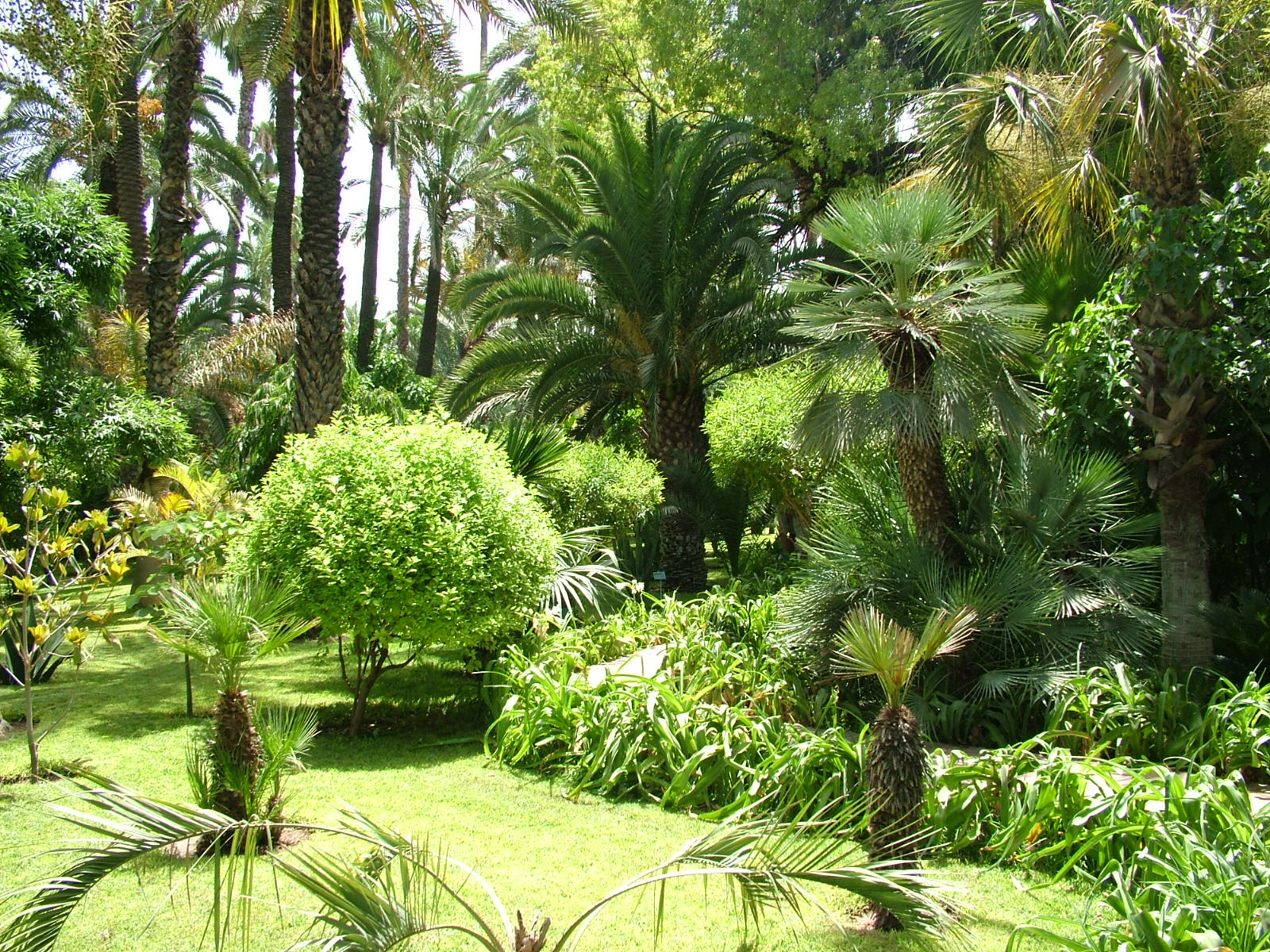